# Anilios yampiensis
Anilios yampiensis är en ormart som beskrevs av Storr 1981. Anilios yampiensis ingår i släktet Anilios och familjen maskormar. Inga underarter finns listade i Catalogue of Life.
Denna orm förekommer endemisk på Koolan Island i Western Australia i Australien. Den gräver i lövskiktet och i det översta jordlagret. Honor lägger anatgligen ägg.
Inget är känt angående populationens storlek och möjliga hot. IUCN listar arten med kunskapsbrist (DD).